# Alipurduar Rly.Jnc.
Alipurduar Rly.Jnc. là một thị trấn thống kê (census town) của quận Jalpaiguri thuộc bang Tây Bengal, Ấn Độ.

## Nhân khẩu
Theo điều tra dân số năm 2001 của Ấn Độ, Alipurduar Rly.Jnc. có dân số 15.895 người. Phái nam chiếm 51% tổng số dân và phái nữ chiếm 49%. Alipurduar Rly.Jnc. có tỷ lệ 80% biết đọc biết viết, cao hơn tỷ lệ trung bình toàn quốc là 59,5%: tỷ lệ cho phái nam là 84%, và tỷ lệ cho phái nữ là 75%. Tại Alipurduar Rly.Jnc., 8% dân số nhỏ hơn 6 tuổi.